# Psilochorus bruneocyaneus
Psilochorus bruneocyaneus là một loài nhện trong họ Pholcidae. Loài này được phát hiện ở Brasil.